# Diasporiana
Diasporiana, також Діяспоряна або Діаспоріана — українська діаспорна електронна бібліотека, заснована Олегом Богуславським 2011 року, яка має на меті збереження та поширення культурної спадщини української діаспори через цифрові технології. Надає відкритий доступ до близько 20 000 видань.

## Історія та розвиток
Проєкт був започаткований Олегом Богуславським із метою створення електронної бібліотеки, що дозволить зберігати та надавати доступ до важливих джерел інформації, які в іншому випадку могли б бути втрачені. Оцифрування книг та матеріалів відбувається частково засновником за допомогою аматорських сканерів, а також за участю волонтерів, серед яких три особи з України та три українці з Канади, Австралії та США. В деяких випадках оцифровані книги були запозичені з інтернет-ресурсів.
Основною метою проєкту є збереження інтелектуальної спадщини української еміграції та забезпечення доступу до її матеріалів для широкого кола користувачів. Завдання бібліотеки включають підтримку культурних зв'язків, популяризацію досягнень української діаспори, а також сприяння науковим дослідженням в галузі суспільних та гуманітарних наук.